# Casa del Gremi dels Calderers
La Casa del Gremi dels Calderers és un edifici situat a la plaça de Sant Felip Neri de Barcelona, catalogat com a bé cultural d'interès local.

## Història
Originalment era situat al carrer de la Bòria, tocant a la plaça de l'Àngel, amb una arcada que passava per sobre el carrer de les Fileteres. Afectat per l'obertura de la Via Laietana, el 1911 fou enderrocat i la façana reconstruïda a la plaça de Lesseps, on es trobava fora de context. El 1959 es va traslladar de nou cop a la plaça de Sant Felip Neri, que havia sofert els estralls  dels bombardejos de la Guerra Civil. L'arcada es va utilitzar a la veïna casa del Gremi dels Sabaters per a donar pas al carreró de Montjuïc del Bisbe.

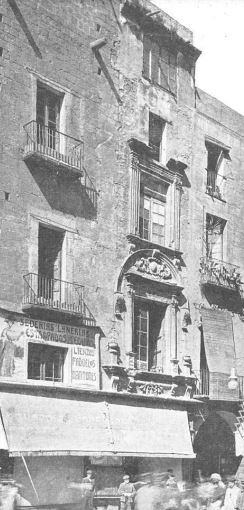
Casa del Gremi dels Calderers a la Plaça de l'Àngel abans de l'obertura de la Via Laietana

## Descripció
Consta de planta baixa, principal i una planta superior. La façana és un bon exemple de solucions híbrides combinant elements clàssics i barrocs en les obertures però conservant una composició de façana pròpia del renaixement català. Presenta una composició simètrica amb un sol eix vertical d'obertures. En la planta baixa trobem un portal monumental petri d'estil neoclàssic amb columnes adossades corínties i entaulament molt ric en decoracions. Aquest té un medalló en el centre amb dues figures que aguanten un escut amb simbolisme suposadament del gremi. L'entaulament està coronat per elements decoratius i inclou dues mènsules que inicien la composició clàssica que acull la finestra del primer pis. Aquesta composició repeteix l'esquema de sota en una escala més reduïda però amb l'afegit d'una gran arquivolta de pedra que aporta reminiscències gòtiques. En aquest nivell també es troba un medalló de grans dimensions entre l'entaulament i l'arquivolta. Finalment el segon pis presenta una obertura rectangular emmarcada per pilastres corínties i entaulament classicista.
La coberta és plana amb un ampit de pedra format per la mateixa façana i coronat per una cornisa clàssica amb motllures de gola i dentell de perles en la part inferior. Per desaiguar la coberta just a sota de la cornisa hi ha tres gàrgoles de pedra formalitzades en tres figures de mamífers alats o ocells fantàstics d'inspiració mitològica.
La totalitat de la façana és d'obra de fàbrica de carreus de pedra que es converteix en un magnífic llenç des del que ressalta aquest eix d'obertures, protagonista contundent de la façana, només complementat per una petita finestra en planta baixa de línies molt austeres.
La tipologia arquitectònica al qual pertany l'edifici es podria identificar com renaixentista atenent a la simplicitat i rigor de la composició de la façana. Tanmateix presenta profusió de complexes detalls clàssics en les obertures principals de la façana.